# هيبرت هويوس
هيبرت هويوس (بالإسبانية: Hebert Hoyos)‏ هو لاعب كرة قدم بوليفي في مركز حراسة المرمى، ولد في 29 أبريل 1956. لعب مع أورينتي بيتروليرو.